# 朝日が丘 (横手市)
朝日が丘（あさひがおか）は、秋田県横手市の町丁。郵便番号は013-0055。人口は1,966人、世帯数は808世帯（2020年10月1日現在）。現行行政地名は朝日が丘一丁目から朝日が丘四丁目までで、全域で住居表示が実施されている。

## 地理
横手市の中央部、横手地域の南西部に位置する。東と西と北で赤坂、南で平鹿町醍醐と隣接する。国道107号が町域の北西を掠める。朝日が丘地区土地区画整理事業などにより宅地開発が進められた地域で、県や市の公営住宅なども所在する。
全域が都市計画区域に含まれるが、区域区分非設定区域となっている。都市計画法上の用途地域では一丁目から二丁目までの全域、三丁目の一部が第一種低層住居専用地域に、三丁目の一部と四丁目の全域が第一種中高層住居専用地域に指定されている。二丁目の一部地域には「朝日が丘地区計画」（1988年7月23日第10号）が定められており、土地利用の方針として以下のように記されている。

## 歴史
横手市赤坂地区の丘陵地帯に位置するこの町は、もともと畑やブドウ園が点在する荒地であったが、開発の目処が立ったのは1970年代頃である。横手商工会議所が主体となり卸団地を形成しようとしていた際、候補地としてこの丘陵地帯を選定し、土地の取得を進めていたが、卸団地は業者のみならず一般市民にも開けたものにすべきであるというコンサルタントの指導のもと、現在地である横手市八幡の国道13号・横手バイパス沿いに計画を変更した。
卸団地形成の計画がなくなったこの丘陵地帯では、1972年から民間業者が宅地開発を始め、その後行政による公営住宅等の建設も進み、1989年には「朝日が丘団地」と命名された。
ここに移り住む住民としては、当時活発に行われていた土地区画整理事業の対象となった住民や、誘致企業の工場に勤める移住民などが多かった。

## 世帯数と人口
2020年（令和2年）10月1日現在の世帯数と人口は以下の通りである。
| 丁目           | 世帯数  | 人口    |
| -------------- | ------- | ------- |
| 朝日が丘一丁目 | 76世帯  | 204人   |
| 朝日が丘二丁目 | 197世帯 | 517人   |
| 朝日が丘三丁目 | 426世帯 | 969人   |
| 朝日が丘四丁目 | 109世帯 | 276人   |
| 計             | 808世帯 | 1,966人 |

### 人口・世帯数の推移
以下は国勢調査による1995年（平成7年）以降の人口の推移。
| 年                 | 人口  |
| ------------------ | ----- |
| 1995年（平成7年）  | 2,115 |
| 2000年（平成12年） | 2,239 |
| 2005年（平成17年） | 2,290 |
| 2010年（平成22年） | 2,181 |
| 2015年（平成27年） | 2,079 |
| 2020年（令和2年）  | 1,966 |

以下は国勢調査による1995年（平成7年）以降の世帯数の推移。
| 年                 | 世帯数 |
| ------------------ | ------ |
| 1995年（平成7年）  | 650    |
| 2000年（平成12年） | 750    |
| 2005年（平成17年） | 753    |
| 2010年（平成22年） | 754    |
| 2015年（平成27年） | 821    |
| 2020年（令和2年）  | 808    |

## 小・中学校の学区
市立小・中学校に通う場合、学区（校区）は以下の通りとなる。
| 番地 | 小学校           | 中学校               |
| ---- | ---------------- | -------------------- |
| 全域 | 横手市立旭小学校 | 横手市立横手南中学校 |

## 交通

### 鉄道
町内に駅はない。最寄り駅は■奥羽本線、■北上線の横手駅。

### バス
羽後交通
- 朝日が丘線[17]

### 道路
- 国道107号

## 施設
- 西山児童公園（三丁目地内）[18]
- 荒沼児童公園（二丁目地内）[18]

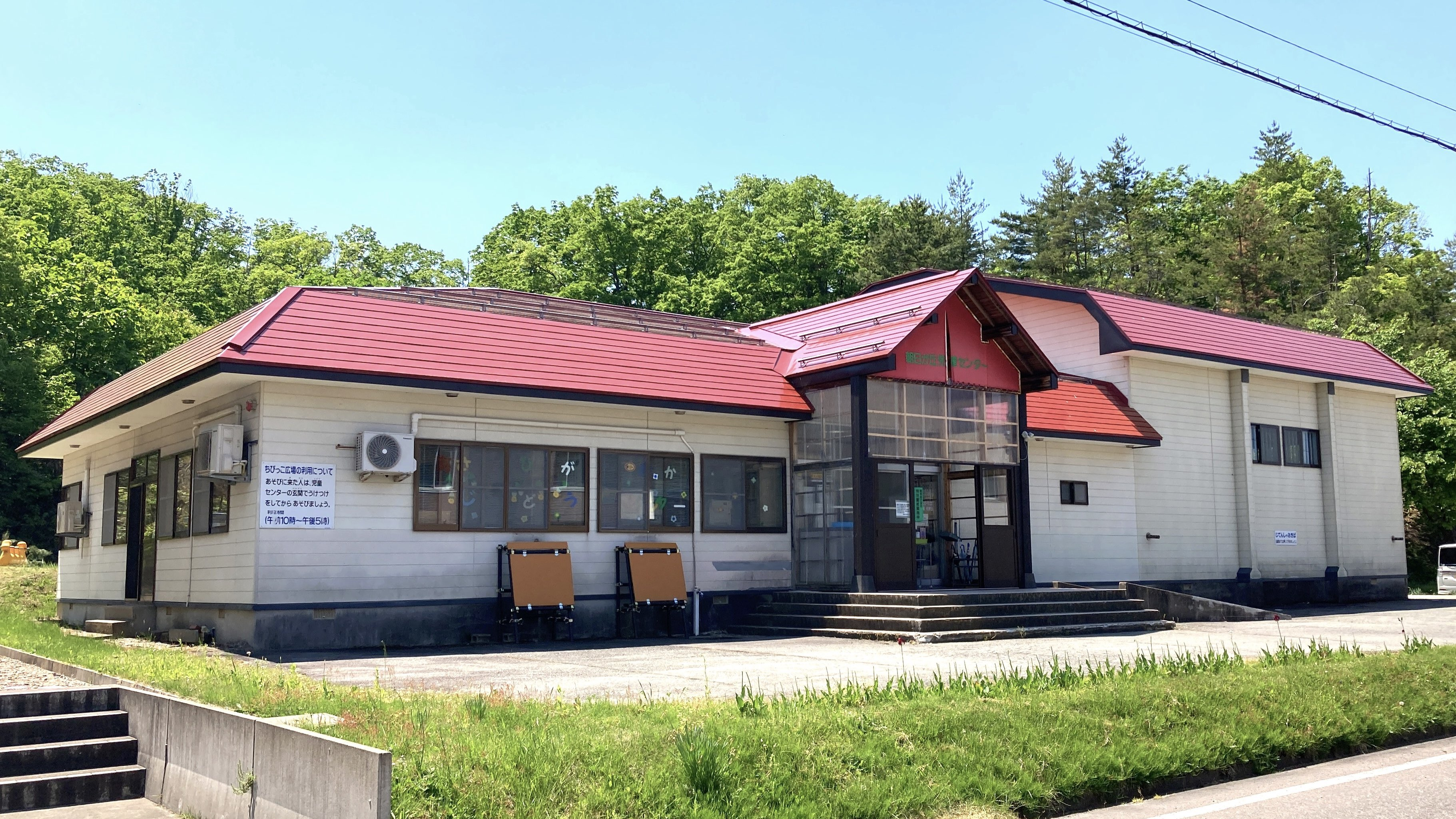
朝日が丘児童センター

- 朝日が丘児童センター（三丁目12番13号）[19]